# Mamborê
Mamborê là một đô thị thuộc bang Paraná, Brasil. Đô thị này có diện tích 778,683 km², dân số năm 2007 là 14421 người, mật độ 18,6 người/km².